# Labrisomus multiporosus
Labrisomus multiporosus är en fiskart som beskrevs av Hubbs, 1953. Labrisomus multiporosus ingår i släktet Labrisomus och familjen Labrisomidae. IUCN kategoriserar arten globalt som livskraftig. Inga underarter finns listade i Catalogue of Life.